# 3498 Belton
3498 Belton este un asteroid din centura principală, descoperit pe 1 martie 1981 de Schelte Bus.